# Liste des cuirassés de la Marine impériale russe

Pavillon de la Marine russe

Pavillon de beaupré de la Marine russe

Liste des cuirassés, des dreadnoughts de la marine impériale russe par classe, avec l'année de mise en service et de la démolition.
Certains de ces cuirassés servirent dans la Marine impériale japonaise, d'autres dans la Marine soviétique ou la Flotte de l'Armée blanche.

## Cuirassés
- Pierre le Grand : (Пётр Великий - Petr Velikyi), flotte de la Baltique(1876-1959).

### Classe Catherine II
- Tchesma : (Чесма) cuirassé en service dans la flotte de la mer Noire (1889-1912).
- Catherine II : (Екатерина II - Ekaterina II) en service dans la flotte de la mer Noire (1889-1914).
- Sinop : (Синоп), en service dans la flotte de la mer Noire (1889-1922).
- Georges le Victorieux : (Георгий Победоносец), en service dans la flotte de la mer Noire et la flotte de l'Armée blanche (1894-1930).

### Classe Douze Apôtres
- Douze Apôtres : (Двенадцать Апостолов), en service dans la flotte de la mer Noire (1892-1922).

### Classe Novgorod à coque ronde
- : (Новгород), en service dans la flottille du Danube (1874-1912).
- Vice-amiral Popov : (Вице-адмирал Попов), en service dans la flotte de la mer Noire (1873-1911-1912).

### Classe Gangut
- Gangut : (Гангут), en service dans la flotte de la Baltique (1894 ; coulé en 1897).

### Classe Navarin
- Navarin : (Наварин), en service dans la flotte de la Baltique au 2e escadron du Pacifique (1895 ; coulé le 27 mai 1905).

### Classe Empereur Alexandre II
- Empereur Alexandre II : (Император Александр II - Imperator Aleksandr II), en service dans la flotte de la Baltique, (1893-1922).
- Empereur Nicolas Ier : (Император Николай I - Imperator Nikolaï I), en service dans la flotte de la Baltique, dans la Marine impériale du Japon sous le nom d’Iki (1891-1915).

### Classe Trois Hiérarques
- Trois Hiérarques : (Три Святителя - Tri Sviatitelia) en service dans la flotte de la mer Noire, (1893-1915).

### Classe Grand Sissoï
- Grand Sissoï : (Сисой Великий - Sisoy Velikiy), en service dans la flotte de la Baltique (1896 ; coulé lors de la bataille de Tsushima le 28 mai 1905).

### Classe Poltava
- Petropavlovsk : (Петропавловск), en service dans la flotte de la Baltique (1889 ; sauté sur une mine au large de Port-Arthur 1904).
- Poltava : (Полтава), en service dans la flotte de la Baltique puis dans le 1er escadron du Pacifique (1900-1905), Marine impériale du Japon (Tango - 丹後) (1905-1916) Marine impériale de Russie (Tchesma - Чесма) (1916-1924).
- Sebastopol : (Севастополь - Sevastopol), en service dans le 1er escadron du Pacifique (1900 ; coulé lors de la capitulation de Port-Arthur en 1904).

### Classe Rostislav
- Rostislav : (Ростислав) en service dans la flotte de la mer Noire (1896 ; sabordé dans le détroit de Kertch en 1920).

### Classe Peresvet
- Peresvet : (Пересвет), en service au 1er escadron du Pacifique (1901 ; coulé par une mine en 1904), Marine impériale du Japon (IJN Sagami) (1905-1917).
- Osliabia : (Ослябя), en service au 2e escadron du Pacifique (1903 ; coulé lors de la bataille de Tsushima le 27 mai 1905).
- Pobeda : (Победа - Victoire), en service au 1er escadron du Pacifique (1902-1905), Marine impériale du Japon (IJN Suwo) (1905-1922).

### Classe Potemkine
- Potemkine : (Князь Потёмкин - Таврический), en service dans la flotte de la mer Noire, (1905-1925), en 1905 rebaptisé Panteleimon (Пантелеймон).

### Classe Retvizan
- Retvizan : (Ретвизан), en service au 1er escadron du Pacifique, (1901 ; coulé le 6 décembre 1904 à Port-Arthur), Marine impériale du Japon (IJN Hizen) (1905-1924).

### Classe Tsarevitch
- Tsarevitch : (Цесаревич – Prince héritier), en service au 1er escadron du Pacifique, flotte de la Baltique (1903-1925).

### Classe Borodino
- Borodino : (Бородино), en service dans un escadron du Pacifique (1904 ; coulé en 1905 à la bataille de Tsushima).
- Empereur Alexandre III : (Император Александр III - Imperator Aleksandr III), en service au 2e escadron du Pacifique (1903-coulé le 27 mai 1905 à la bataille de Tsushima).
- Orel : (Орёл), en service au 2e escadron du Pacifique, (1904-1905), Marine impéirale du Japon (Ivami - 石见) (1905-1924).
- Kniaz Souvorov : (Князь Суворов - Prince Souvorov), en service dans la flotte de la Baltique, au 2e escadron du Pacifique (1903 ; coulé lors de la bataille de Tsushima en 1905);
- Slava : (Слава - Gloire), en service dans la flotte de la Baltique (1905 ; sabordé le 18 octobre 1917 dans le détroit de Muhu).

### Classe Evstafii
- Evstafii : (Евстафий - Eustache), en service dans la flotte de la mer Noire (1911-1925).
- Jean Chrysostome : (Иоанн Златоуст - Ioann Zlatooust), en service dans la flotte de la mer Noire, (1907-1925).

### Classe André l'Apôtre
- André l'Apôtre : (Андрей Первозванный - André l'Apôtre), en service dans la flotte de la Baltique (1912-1924).
- Empereur Paul Ier : (Император Павел I - Imperator Pavel I), en service dans la flotte de la Baltique (1910-1917), Marine soviétique (République - Республика - Respublika) (1917-1925).

## Dreadnoughts

### Classe Gangut
- Gangut : (Гангут), en service dans la flotte de la Baltique (1911-1917), dans la Marine soviétique sous le nom de Révolution d'Octobre - Октябрьская революция) (1917-1956).
- Sebastopol : (Севастополь - Sevastopol), en service dans la flotte de la Baltique puis de la mer Noire (1911-1917), Marine soviétique (Парижская коммуна - Commune de Paris) (1917-1957).
- Poltava : (Полтава), en service dans la flotte de la Baltique (1914-1917), dans la Marine soviétique (Фрунзе - Frounze) (1917-1946);
- Petropavlovsk : (Петропавловск) en service dans la flotte de la Baltique sous le pavillon impérial russe de 1914 à 1917, dans la Marine soviétique sous le nom de Marat (Мараt) de 1917 à 1953).

### Classe Impératrice Maria
- Impératrice Catherine la Grande : (Императрица Екатерина Великая - Imperatritsa Ekaterina Velikaya), en service dans la flotte de la mer Noire (1915 ; sabordé dans le détroit de Kertch en 1918).
- Impératrice Maria : (Императрица Мария - Imperatritsa Maria), en service dans la flotte de la mer Noire (1915 ; coulé par une explosion accidentelle à bord en 1916).
- Empereur Alexandre III : (Император Александр III - Imperator Aleksandr III), en service dans la flotte de la mer Noire (1917-1917), dans la Marine soviétique sous le nom de Liberté - Volya - Воля (1917-1919), dans l’escadre russe sous le nom de Général Alexeïev (Генерал Алексеев - Général Alekseev) (1919-1936).

### Classe Empereur NicolasIer
- Empereur Nicolas Ier (en) : (Император Николай I - Imperator Nikolaï I), non terminé, démantelé en 1927.

## Cuirassés de défense côtière

### Classe Amiral Seniavine
- Amiral Ouchakov' : (Адмирал Ушаков), en service au 3e escadron du Pacifique, (1896-coulé le 28 mai 1905 à la bataille de Tsushima).
- Amiral Seniavine : (Адмирал Сенявин) en service au 3e escadron du Pacifique (1896-1905), capturé à la bataille de Tsushima, Marine impériale du Japon (HIJMS Mishima (1905-1936).
- Amiral général Apraxine : (Генерал-адмирал Апраксин), en service au 3e escadron du Pacifique (1896-1905), capturé à la bataille de Tsushima, Marine impériale du Japon (IJN Okonoshima) (1905-1939) ; navire musée.

### Classe Monitor (Ouragan)
- Ouragan : (Ураган) (1864-1900).
- Bronenosets : (Броненосец) (1864-1900).
- Veschun : (Вещун) (1864-1900).
- Edinorog : (Единорог - Licorne) (1864-1950).
- Koldun : (Колдун - Sorcier) (1864-1900).
- Lava : (Лава) (1864-1920) Navire hôpital en 1911.
- Latnik : (Латник) (1864-1900).
- Perun : (Перун) (1864 ; coulé en 1921).
- Strelets : (Стрелец) (1864) atelier flottant en 1910, la coque est restée à ce jour.
- Tifon : (Тифон) (1864-1920).

## Classe Rusalka ou projet F2
- Roussalka : (Русалка - Sirène) (1867, en service dans la flotte de la Baltique. Perdu au golfe de Finlande en 1893 (177 hommes ont péri), l'épave fut trouvée par des plongeurs 2003.
- Tcharodeyka : (Чародейка) (1867-1904).

## Classe Amiral Lazarev ou Projet E3 ou E2
- Amiral Lazarev : (Адмирал Лазарев) (1867-1911).
- Amiral Spiridov : (Адмирал Спиридов) (1868-1907).
- Amiral Tchitchagov : (Адмирал Чичагов) (1868-1909).
- Amiral Greig : (Адмирал Грейг) (1868-1909).

## Classe Perevenets
- Pervenets : (Первенец – Premier), (1863-1905);
- Ne Tron Menya (Не тронь меня - Pas mon trône) (1864-1905);
- Kreml : (Кремль) (1865-1905).

## Référence
- (ru) Cet article est partiellement ou en totalité issu de l’article de Wikipédia en russe intitulé « Список броненосных кораблей русского флота » (voir la liste des auteurs).

## Sources
- S.P Moïsev, Liste des navires à vapeur de la Russie et l'Arme blindée de la Marine (de 1861 à 1917. Voyenizdat, Moscou, 1948
- Y.V Apalkov (Navires de guerre de la marine russe en août 1914 - Octobre 1918, Saint-Pétersbourg, 1996
- S.S Berezhnoï (Trophées et réparations de la Marine de l'URSS) Iakoutsk, 1994